# سیارک ۵۶۶۲
سیارک ۵۶۶۲ (به انگلیسی: 5662 Wendycalvin، نامگذاری:1981EL4) پنج هزار و ششصد و شصت و دومین سیارک کشف شده‌است که در ۲ مارس ۱۹۸۱ کشف شد.
قدر مطلق سیارک برابر ۴۶.۷ است.